# Stanisław Czepiel
Stanisław Franciszek Czepiel (ur. 1 maja 1936 w Krościenku nad Dunajcem) – polski dyrygent, muzyk i lutnik, poeta, rzeźbiarz i malarz, artysta ludowy.

## Życiorys
Ukończył szkołę muzyczną I i II stopnia, jest absolwentem 3-letniego Wyższego Studium Dyrygentury w Krakowie. W 1959 roku zdał egzamin organistowski w katedrze w Tarnowie, co dało mu uprawnienia organistowskie.
W wieku 11 lat zrobił swoje pierwsze skrzypce.
Po studiach, pracując w Zakopanem, chodził na nauki do lutnika Franciszka Marduły – nestora polskich lutników, gdzie posiadł wiedzę na temat lutnictwa, wielokrotnie konsultował się z nim później, budując swoje instrumenty.
Był nauczycielem muzyki w szkołach muzycznych w Zakopanem i Nowym Targu przez 40 lat, gdzie uczył gry na skrzypcach. Był również wykładowcą w pierwszej w Polsce szkoły lutniczej w Nowym Targu. W czasie pracy pedagogicznej założył filię zakopiańskiej Szkoły Muzycznej w Poroninie w 1962 roku. W 1963 roku założył w Krościenku nad Dunajcem filię nowotarskiej Szkoły Muzycznej, a w 1970 roku – w Szczawnicy.
Dyrygował zespołami kameralnymi, chórami i orkiestrami. 
Obecnie na emeryturze. Komponuje muzykę dla młodzieżowych zespołów kameralnych, pieśni chóralne, religijne i pastorałki.
Stanisław Czepiel od najmłodszych lat także pisał wiersze – gwarą i językiem literackim. Wydał sześć tomików poetyckich.

## Twórczość
- Lutnictwo – robi skrzypce, altówki i wiolonczele. Wykonuje również instrumenty ludowe, jak: gęśle, złóbcoki czy oktawki. Jako artysta lutnik skonstruował 120 instrumentów muzycznych.
- Rzeźbiarstwo – rzeźbi głównie świątki, Jezusa Frasobliwego, krzyże, św. Kingę lub Matkę Boską, ale również ludzi z Pienin, wykonuje również płaskorzeźby. Wykonał około 500 rzeźb o tematyce ludowej.
- Malarstwo – głównie olejne pejzaże, chociaż maluje i rysuje również portrety. Prace te pokazywał na wielu konkursach i wystawach. Jego obrazy przedstawiają głównie architekturę kościołów i wiejskich kapliczek oraz pejzaże górskie, namalował ich ponad 300.
- Muzyka – komponuje muzykę.
- Poezja – pisze wiersze, często gwarą, opowiadania i pastorałki o życiu górali i o tematyce pienińskiej, wydał 6 tomików poezji[1].

## Galeria Sztuki Pienińskiej
Stanisław Czepiel wraz z żoną Marią prowadzą w swoim domu w Krościenku nad Dunajcem wystawę – Galerię Sztuki Pienińskiej z instrumentami lutniczymi, obrazami, rzeźbami i góralskimi gorsetami oraz wieloma ich pracami. Wystawę można oglądać przy ul. Trzech Koron 22a od maja do września. 

## Wystawy i konkursy
Jego prace można oglądać w Muzeum Sztuki Ludowej w Lublinie, Galerii w Nowym Targu oraz stałej wystawie „Etnika” w Krakowie przy ul. Gołębiej. Dodatkowo jego prace są wystawiane na konkursach i pokazach lokalnych. Swoje wyroby prezentował podczas kiermaszów i spotkań realizowanych w ramach projektu współpracy „Lokalni twórcy ostoją dziedzictwa kulturowego”. 
Brał udział w wielu konkursach lutniczych, również na Międzynarodowym Konkursie Lutniczym im. Henryka Wieniawskiego. Na jego skrzypcach grają muzycy na całym świecie.

## Członkostwo w organizacjach
- Związek Polskich Artystów Lutników
- Stowarzyszenie Twórców Ludowych w Lublinie
- Związek Podhalan – Czepiel powołał w 1987 roku Oddział Związku Podhalan w Krościenku nad Dunajcem i został jego pierwszym prezesem. Rok później poświęcono sztandar Oddziału. Na uroczystość do Krościenka przyjechali między innymi ksiądz Józef Tischner, ksiądz Władysław Zązel (kapelan Związku Podhalan) i przedstawiciele Zarządu Głównego Związku. Stanisław Czepiel przez 8 lat sprawował funkcję prezesa Oddziału.

## Ordery i odznaczenia
- Krzyż Kawalerski Orderu Odrodzenia Polski
- Złoty Krzyż Zasługi
- Odznaka „Zasłużony Działacz Kultury”
- Odznaka honorowa „Zasłużony dla Kultury Polskiej”[1]

## Życie rodzinne
Żona Stanisława Czepiela, Maria Czepiel (ur. w 1939 roku) haftuje, za pomocą haftu tworzy również obrazy (jeden z nich uzyskał nagrodę Ministerstwa Kultury i Dziedzictwa Narodowego). Wyszywa serwety, bieżniki, gorsety, kamizelki i portki góralskie. Bierze udział w konkursach i wystawach w Polsce i na Słowacji. Maluje na szkle obrazy o tematyce religijnej i ludowej, związanej z pracą i kulturą ludową.
Ich dziećmi są: dyrygent i kompozytor Wojciech Czepiel, lutnik Marek Czepiel i artystka ludowa Bronisława Czepiel.